# هایکو وبر
هایکو وبر (انگلیسی: Heiko Weber؛ زادهٔ ۲۶ ژوئن ۱۹۶۵) بازیکن فوتبال اهل آلمان است.
از باشگاه‌هایی که در آن بازی کرده‌است می‌توان به باشگاه فوتبال اشتال تاله و باشگاه فوتبال کارل زایس ینا اشاره کرد.